# Thyroxin
Thyroxin er et hormon, der dannes i skjoldbruskkirtlen. Receptoren for Thyroxin er en kernereceptor og findes i kernen. Dvs. at funktionen er at påvirke dannelsen af proteiner (enzymer). Thyroxin er et væksthormon, der virker således, at især leverens og muskelcellernes stofskifte sættes i vejret.
For stor udskillelse af thyroxin medfører, at basalstofskiftet stiger. Personen omsætter mere føde end normalt, producerer mere varme og bliver overaktiv.
For lille udskillelse af thyroxin har modsat virkning.